# Universität Lissabon
Die Universität Lissabon (portugiesisch Universidade de Lisboa [univɨɾsi'dad(ɨ) dɨ liʒ'boɐ]) in Lissabon ist mit 47.944 Studenten in acht Fakultäten die größte Universität in Portugal. Das Campusgelände der Universität trägt den Namen „Cidade Universitária de Lisboa“.

## Geschichte
Die Ursprünge der Universität Lissabon reichen zurück bis in das Jahr 1288, als König Dionysius (Dinis) ein Generalstudium Lissabon und Coimbra einrichtete.  1290 wurde die Universität vom Papst bestätigt. Das Studium wechselte in den folgenden zweieinhalb Jahrhunderten zwischen den beiden Städten bis König Johann III. (João III.) 1537 Coimbra zur einzigen Universitätsstadt Portugals machte. Sämtliche Institutionen, der Lehrkörper und alle Bücher der Universitätsbibliothek zogen nach Coimbra.
Erst fast 400 Jahre später gründete die erste republikanische Regierung Portugals per Dekret am 9. März 1911 die Universität Lissabon neu. In der Universitätsverfassung wurden am 19. April 1911 die Medizinisch-Chirurgische Hochschule Lissabon, die Pharmazeutische Hochschule, die Polytechnische Hochschule und die Fortgeschrittenen Kurse für Literaturwissenschaft in Fakultäten der neuen Universität umgewandelt. Im Dekret vorgesehen war bereits eine neue Fakultät für Wirtschaftswissenschaften und Politik, welche am 30. Juni 1913 gegründet würde. Bis 1918 wurde sie als Fakultät für Soziale Studien und Rechtswissenschaften bezeichnet, von da an hieß sie Fakultät der Rechtswissenschaften. Ihr erster Dekan war Afonso Costa.
Nachdem Egas Moniz 1949 den Nobelpreis für Medizin erhalten hatte, wurde 1953 das von dem deutschen Architekten Hermann Distel entworfene neue Universitätskrankenhaus Santa Maria eingeweiht, das seither die Medizinische Fakultät beherbergt.
Mit Gesetz vom 31. Dezember 2012 wurde die Universität mit der Technischen Universität Lissabon (Universidade Técnica de Lisboa) zur neuen Universität Lissabon fusioniert.

## Gliederung
Die Universität ist in acht Fakultäten untergliedert.

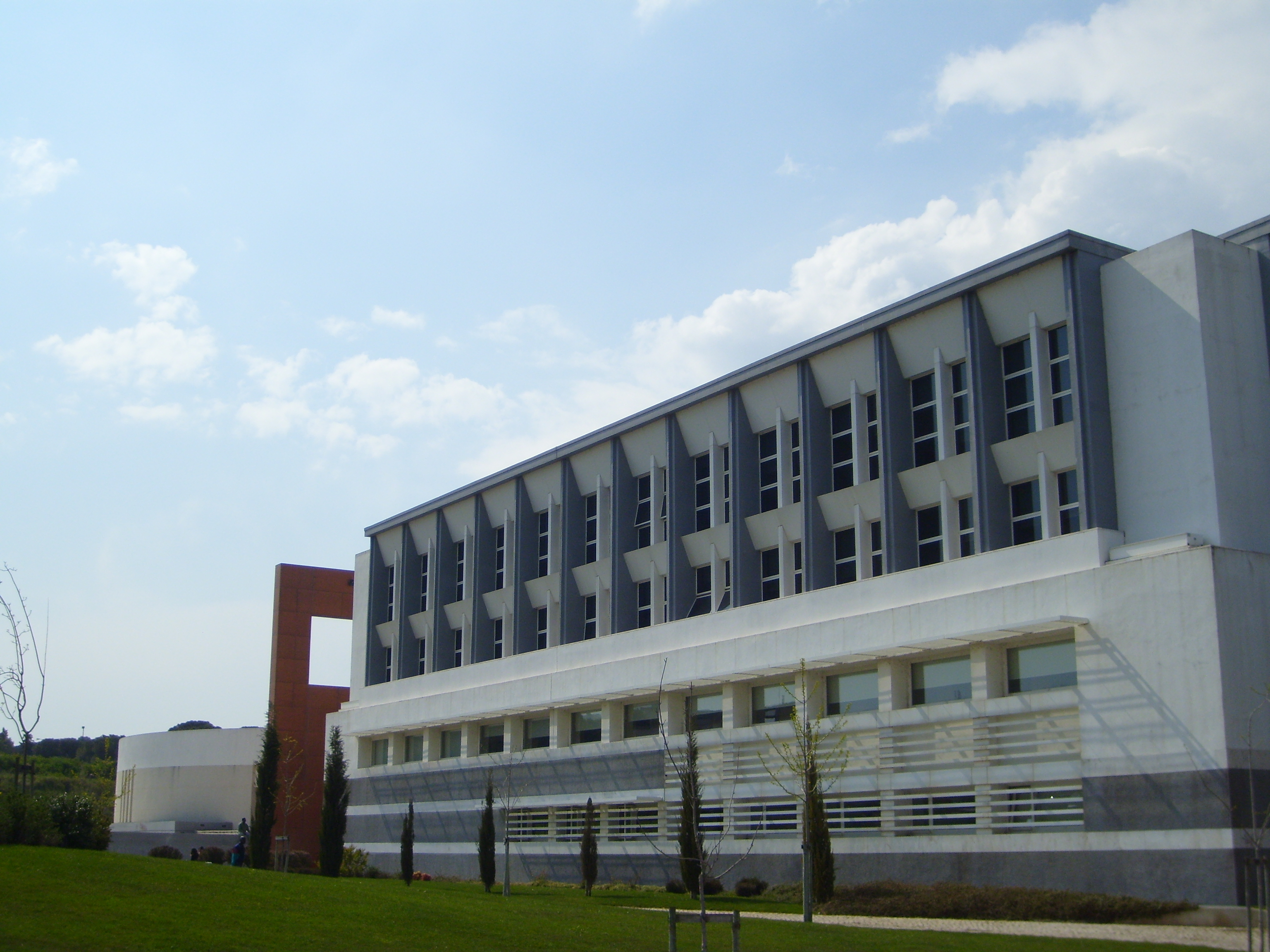
Ein Gebäude der Rechtswissenschaftlichen Fakultät

### Rechtswissenschaftliche Fakultät
Die Faculdade de Direito (FDUL) war anfänglich im Palácio Valmor untergebracht und bezog 1958 das aktuelle Gebäude auf dem Campusgelände. Die Fakultät ist in 10 Institute gegliedert.

### Naturwissenschaftliche Fakultät
Die Faculdade de Ciências (FCUL) war anfänglich in den Gebäuden des „Noviciado da Cotovia“ untergebracht und bezog 1985 die Neubauten am Campo Grande. Sie ist in 9 Abteilungen und das Observatorium untergliedert. An der Fakultät sind ca. 3800 reguläre Studenten, ca. 700 Master-Studenten und ca. 600 Doktoranden. Demgegenüber stehen ca. 450 Dozenten und weitere 200 nichtwissenschaftliche Mitarbeiter.

### Weitere Fakultäten
- Fakultät der Bildenden Künste – Faculdade de Belas-Artes FBAUL , die zuvor eigenständige Kunsthochschule Escola Superior de Belas Artes de Lisboa
- Fakultät für Psychologie und Erziehungswissenschaften – Faculdade de Psicologia e de Ciências da Educação FPCEUL
- Geisteswissenschaftliche Fakultät – Faculdade de Letras FLUL
- Medizinische Fakultät – Faculdade de Medicina de Lisboa FMUL, in der Universitätsklinik Hospital de Santa Maria
- Pharmazeutische Fakultät – Faculdade de Farmácia FFUL
- Zahnmedizinische Fakultät – Faculdade de Medicina Dentária FMDUL
- Wirtschaftswissenschaftliche Fakultät/Lisbon School of Economics and Management (http://www.iseg.ulisboa.pt/)

Hinzu kommen das Rektorat; vier dem Rektorat direkt unterstellte Institute, das Universitätskrankenhaus, der Botanische Garten, das Observatorium, fünf Museen sowie soziale Einrichtungen.

### Technische Universität
Seit der am 31. Dezember 2012 in Kraft getretenen Fusion mit der Technischen Universität Lissabon gehören weitere sieben Fakultäten zur Universität (siehe hierzu Technische Universität Lissabon).

## Conselho Consultivo
Seit Februar 2007 gibt es einen Beraterstab, der der Universität helfen soll, sich strategisch auszurichten. Er ist mit kulturellen, wissenschaftlichen und wirtschaftlichen Persönlichkeiten Portugals besetzt:
- Carlos Castro-Almeida
- Francisco Pinto Balsemão
- Emílio Botín
- Mia Couto
- Hanna Damásio
- Teresa Patrício Gouveia
- Francisco Murteira Nabo
- João Picoito
- António Cardoso Pinto
- Paulo Teixeira Pinto
- Jorge Sampaio
- Fernando Lopes da Silva

## Nobelpreisträger
- António Caetano de Abreu Freire Egas Moniz (1874–1955), Nobelpreis für Physiologie und Medizin 1949

## Bekannte Gelehrte
- Diogo Freitas do Amaral (1941–2019), ehemaliger Premierminister und ehemaliger Außenminister Portugals
- Marcelo Caetano (1906–1980), ehemaliger Präsident des Estado Novo
- Francisco Sá Carneiro (1934–1980), ehemaliger Premierminister Portugals
- Carolina Michaëlis de Vasconcelos (1851–1925), deutsche Romanistin

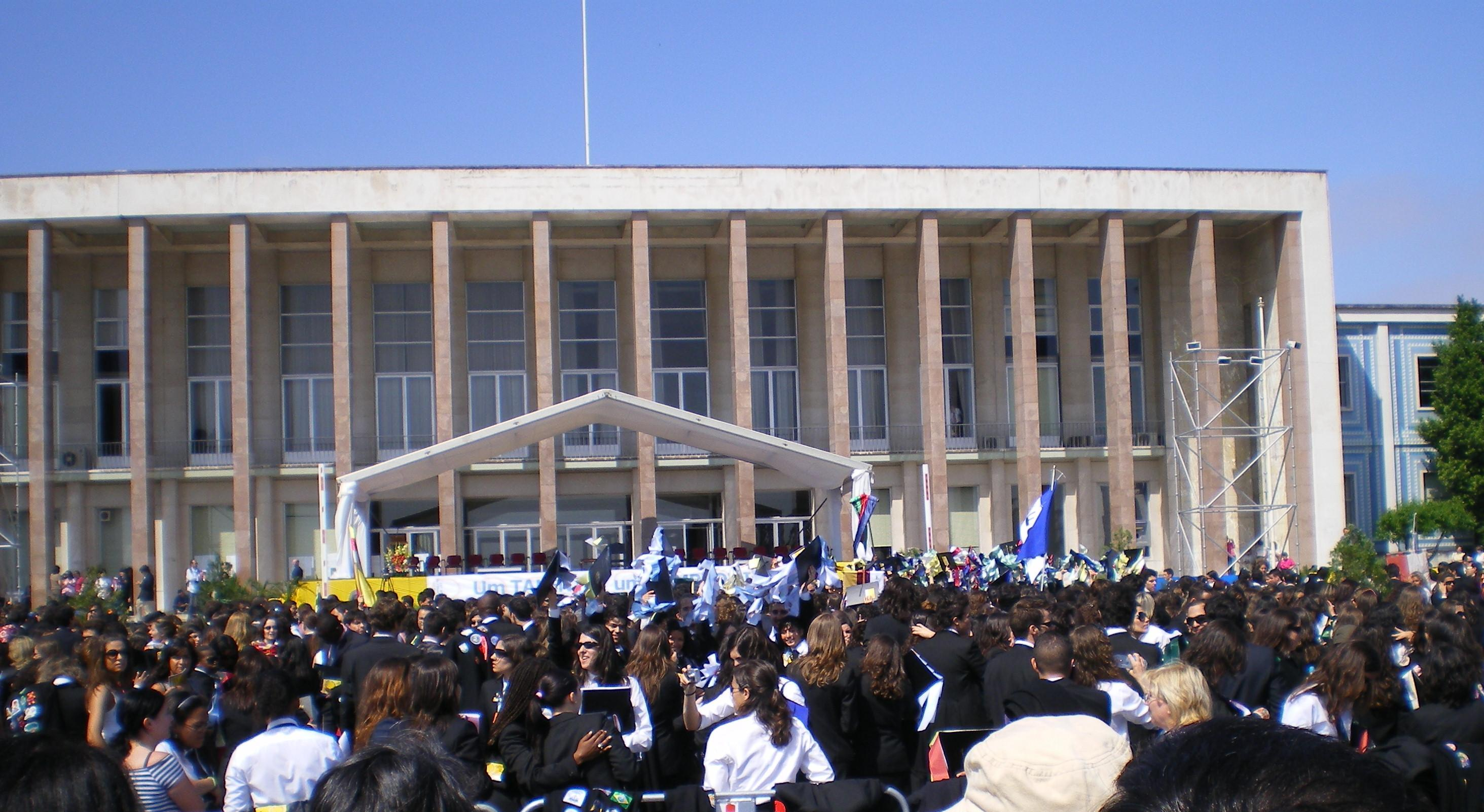
Absolventenfeier vor dem Rektorat

## Bekannte Studenten
- Francisco Pinto Balsemão (* 1937), ehemaliger Premierminister Portugals
- José Manuel Barroso (* 1956), ehemaliger Premierminister und Präsident der Europäischen Kommission
- Ruy Belo (1933–1978), Poet und Essayist
- Leonardo Boff (* 1938), brasilianischer Theologe
- Teófilo Braga (1843–1924), ehemaliger Präsident Portugals
- Mário Sottomayor Cardia (1941–2006), Politiker
- Afonso Augusto da Costa (1871–1937), ehemaliger Premierminister Portugals
- Álvaro Cunhal (1913–2005), Politiker
- António Damásio (* 1944), Neurowissenschaftler
- Francisco Fadul (* 1953), ehemaliger Premierminister von Guinea-Bissau
- Herberto Helder (1930–2015), Dichter
- Alberto Iria (1909–1992), Historiker
- Alberto João Jardim (* 1943), ehemaliger Präsident von Madeira
- Artur Jorge (1946–2024), Fußballspieler und -trainer
- Lídia Jorge (* 1946), Schriftstellerin
- Pedro Santana Lopes (* 1956), ehemaliger Premierminister von Portugal
- João Magueijo (* 1967), Physiker
- Sophia de Mello Breyner Andresen (1919–2004), Autorin
- Agostinho Neto (1922–1979), ehemaliger Präsident Angolas
- Adelino da Palma Carlos (1905–1992), ehemaliger Premierminister Portugals
- Pepetela (* 1941), angolanischer Schriftsteller
- Fernando Pessoa (1888–1935), Dichter und Schriftsteller
- Pedro Pires (* 1934), ehemaliger Präsident von Kap Verde
- Jorge Sampaio (1939–2021), ehemaliger Präsident von Portugal
- Fernanda Seno Cardeira Alves (1942–1996), Dichterin und Schriftstellerin
- Mário Soares (1924–2017), ehemaliger Präsident Portugals
- Pedro Santana Lopes (* 1956), ehemaliger Premierminister von Portugal
- Britta Thomsen (* 1954), dänische Politikerin
- Miguel Trovoada (* 1936), ehemaliger Präsident von São Tomé und Príncipe